# Agnsäv
Agnsäv (Eleocharis uniglumis) är ett lågväxt halvgräs i släktet småsävar som ofta kan påträffas kring havsstränder. Stråna, som sitter i grupper är mörkgröna och skjuter upp från en krypande jordstam.